# 倭南鰍
倭南鰍（學名：Schistura diminuta）為輻鰭魚綱鯉形目條鰍科南鰍屬的其中一種。分布於亞洲柬埔寨色貢河流域，體長可達2公分，棲息在沙底質的河川底層水域，生活習性不明。

## 扩展阅读
維基物種上的相關：倭南鰍